# Pisadinha
A pisadinha ou piseiro, é um ritmo musical surgido no estado da Bahia.
O estilo musical surgiu na cidade de Monte Santo nos anos 2000. A pisadinha ficou, assim, caracterizada pela simplicidade da união do teclado eletrônico com a voz, tocado nos paredões (grandes estruturas de som).
O primeiro artista a atingir relevância nacional com a pisadinha foi o cantor Gusttavo Lima em 2013. Dois anos depois, um meme da Internet, conhecido como "Guitarra Humana" foi responsável pela expansão do gênero. Em 2019, o gênero ficou em alta devido a alta produção e popularidade de músicas do gênero, devido a facilidade de produção e nostalgia provocada por elementos eletrônicos do estilo; logo o estilo chamou a atenção de artistas conhecidos, como Wesley Safadão e Xand Avião. Safadão tem apoiado a divulgação da pisadinha, incluindo nos shows algumas canções do ritmo.

## Piseiro
O Piseiro surgiu na década de 2010 e tem traços da Pisadinha, apresentando uma coreografia marcada por passos arrastados e mãos posicionadas junto ao corpo. Esta derivação do forró tradicional tem batida mais rápidas, propondo uma dança solo. O nome "Piseiro" deriva da designação do sítio onde se dança a pisadinha.
Alguns dos nomes considerados responsáveis pelo sucesso do piseiro são Os Barões da Pisadinha e Vitor Fernandes.  Natural de Petrolina, Vitor Fernandes, começou a carreira profissional em março de 2019, estando poucos meses depois ao ritmo de 20 shows por mês. A música "Acaso", lançada em 2020, levou o cantor ao sucesso um ano depois.
Um dos sucessos do piseiro é "Tá Rocheda", dos Barões da Pisadinha, música lançada em 2018. O jogador Neymar publicou um vídeo dançando a música, o que fez ela ir ao sucesso. Ela continuava em setembro de 2020 na lista das mais tocadas no Spotify. A banda, baiana assim como o seu estilo musical, tornou a pisadinha famosa em todo o Brasil.